# Longitarsus hittita
Longitarsus hittita es un coleóptero de la familia Chrysomelidae. Fue descrita científicamente en 1995 por Biondi.